# Роте-Флю

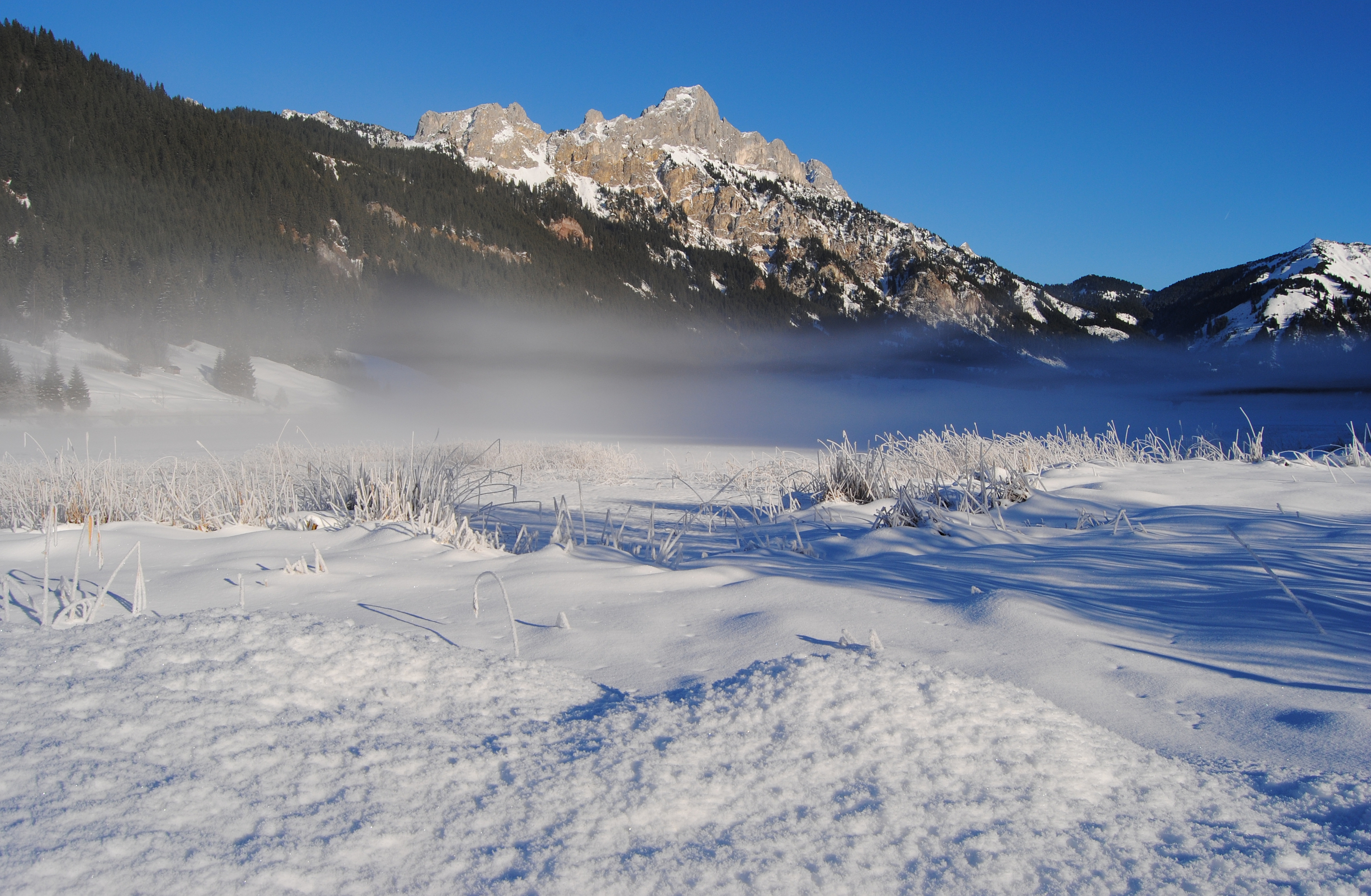
Роте-Флю та сусідні гори в ранковому тумані.

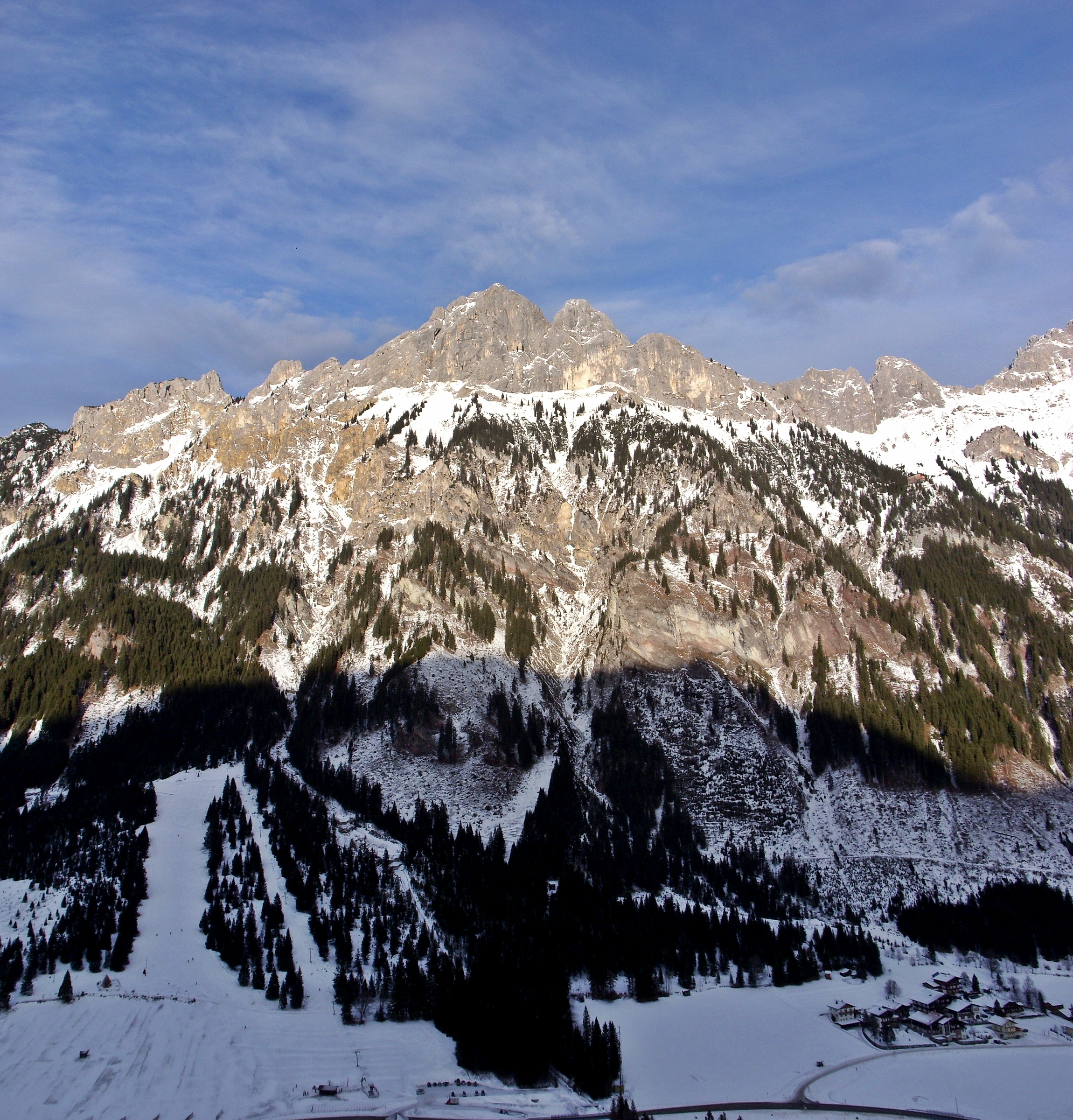
Роте-Флю на панорамі гір.

Роте Флю ( нім. Rote Flüh — червона (прямовисна) скеля) — пік в  Баварських Альпах. Розташований в  Австрії (Тіроль), недалеко від кордону з  Німеччиною (Баварія), на західному березі озера Хальдензеє. Висота 2108 м. Складається з карбонатних гірських порід.